# Philippe Briet
Pour les articles homonymes, voir Philippe Briet (galeriste) et Briet.
Philippe Briet est un jésuite et savant français, né à Abbeville le 6 mars 1601 et mort le 9 décembre 1668 à Paris. Il est également cartographe et bibliothécaire au Collège de Paris.
On a de lui des ouvrages de géographie et de chronologie : 
- Parallela geographiae veteris et novae, 1649, 3 volumes in-4. Ce livre mêlant histoire et géographie contient, "côte à côte, des cartes anciennes et modernes des mêmes régions"[1]
- Theatrum geographicum Europae veteris, 1653 in-folio
- Chronicon, ab orbe condito ad annum Christi, 1663 et 1682, 7 volumes in-12
- Philippi Labbe et Philippi Brietti Concordia chronologica, 1670, 5 volumes in-folio